# Sierra de Alborán
La sierra de Alborán es una sierra submarina volcánica ubicado en el mar de Alborán, España. 

## Aspecto y vulcanismo
La sierra de Alborán se ubica en el centro sur del mar de Alborán; que se alinea diagonalmente dirección NE. En esta sierra, se emerge la isla de Alborán, que pertenece a esta. La sierra se formó a partir de movimientos tectónicos bastante violentos; motivo de su levantamiento y posterior deformación a la que actualmente, se sigue moviéndose; elevándose o disminuyendo. Los terremotos que suele notarse en la zona sur de España y en la costa marroquí, suele tener sus focos en esta sierra, prueba de que se sigue moviéndose y elevándose. El origen de estos movimientos tectónicos es por una falla de fricción que hace de límite con la placa africana con la euroasiática. La falla recorre lo que es llamado el canal de Alborán, que bordea la sierra, siendo el foco de terremotos. La sierra es de origen volcánico, y durante estos procesos tectónicos; provocó el nacimiento de masivos volcanes, colapsados y erosionados por la presión marina; formando calderas volcánicas, supuestamente extintos. Una de estas calderas; fue el que dio origen a la isla de Alborán.